# Angelo Pagani
Angelo Pagani (Mariano Comense, Provincia de Como, Italia, 4 de agosto de 1988) es un ciclista italiano, profesional de 2011 a 2014.

## Palmarés
2010
- 1 etapa del Giro de las Regiones

## Resultados en Grandes Vueltas
| Carrera         | 2011 | 2012 | 2013 | 2014 |
| --------------- | ---- | ---- | ---- | ---- |
| Giro de Italia  | -    | 97.º | -    | -    |
| Tour de Francia | -    | -    | -    | -    |
| Vuelta a España | -    | -    | -    | -    |

-: no participa

Ab.: Abandona

## Equipos
- Colnago/Bardiani (2011-2014)
  - Colnago-CSF Inox (2011-2012)
  - Bardiani Valvole-CSF Inox (2013)
  - Bardiani CSF (2014)